# Laurent Wirth
Laurent Wirth est un historien français né le 6 juin 1949 à Aurillac. Il a enseigné l’histoire-géographe dans des collèges, lycées, puis l’histoire en classes préparatoires ainsi qu’à l'Institut d’études politiques de Paris. De 1998 à 2012, il a été Inspecteur général de l'Éducation nationale et a été doyen du groupe histoire-géographie de l'Inspection générale de l'Éducation nationale, poste qu'il a occupé de 2008 à 2012.
Il est le fils d'un professeur d'histoire-géographie, également résistant et écrivain, Pierre Wirth.

## Biographie

### Jeunesse et formation
il a fait ses études secondaires au lycée Émile Duclaux d’Aurillac où il a a obtenu le baccalauréat en 1967.
Il a été ensuite élève en hypokhâgne au lycée Louis-Le-Grand à Paris, puis a obtenu un DUEL d’histoire a l’université de Clermont avant d’intégrer Sciences-Po Paris en 1969. Après  avoir  obtenu le diplôme de Sciences-Po (section service public) en 1972, il a été cadre à la Coface (Conpagnie française d’assurance pour le commerce extérieur) de 1972 à 1975, tout en poursuivant des études d’histoire à La Sorbonne, où il a obtenu la licence en 1974. Il a ensuite effectué son service national en tant que coopérant, enseignant de droit et d’économie à l’Institut de technologie du commerce d’Alger (1975-1976), tout en préparant le CAPES d’histoire-géographie, où il a été reçu au 7e rang en 1976. En 1976-77, il a effectué son stage de CAPES dans des collèges et lycées d'Aix-en-Provence. En 1977-78 il a obtenu son premier poste de titulaire au collège Jean-Jaurès de Cransac (Aveyron), puis il a été nommé l'année suivante au collège Paul-Ramadier de Decazeville (Aveyron). Après avoir été reçu 7e à l'agrégation d'histoire, préparée par correspondance alors qu'il enseignait en même temps à Decazeville, il a été  nommé en 1979 au lycée-Collège Auguste Renoir de Limoges. C'est à cette époque qu'il entama un doctorat d'histoire, mené de front avec sa carrière de professeur, doctorat qu’il a obtenu en 1991 et qui a été publié en 1996 ( voir dans les publications)

### Parcours professionnel
Parallèlement à ses cours dans le secondaire au lycée-Collège Auguste Renoir, il fut  nommé en 1985 professeur d’histoire en classes préparatoires au lycée Gay-Lussac de Limoges. En 1991 il a été nommé professeur en CPGE au lycée Saint-Sernin de Toulouse et en 1996 au lycée Henri-IV à Paris, avant d'être nommé Inspecteur général de l'Éducation nationale en 1998. De 2001 à 2010. Il a continué à enseigner en tant que professeur associé à l'Institut d'études politiques de Paris. 
Laurent Wirth a été vice-président de la commission Rémond, chargée en 2002-2003 de la relecture de tous les programmes des « humanités » au collège, président en 2006 du groupe d'experts chargé d'élaborer les programmes du collège, puis président en 2009 du groupe d'experts chargé d'établir les programmes du lycée. La rédaction des nouveaux programmes d'histoire au collège fut en 2010 l'occasion d'une polémique, l'essayiste et enseignant Dimitri Casali leur reprochant de « zapper » une partie de l'histoire de France. Laurent Wirth a dénoncé à cette occasion un « mauvais procès », en soulignant que l'histoire de France n’était pas sacrifiée dans les programmes mais que ceux-ci « s'ouvrent aux autres civilisations et laissent aux professeurs le choix d'insister sur telle ou telle période ». Il a été défendu à cette occasion par l’association des professeurs d’histoire et géographie et par de nombreux universitaires (cf. communiqué de l’APHG du 24 mars 2012). 
Laurent Wirth Wirth a été également conseiller dans le cabinet du ministre de l’éducation nationale (2000-2001), membre du conseil scientifique des Rendez-vous de l’histoire de Blois de 1999 à 2012, membre du Conseil national des villes et des pays d’art et d’histoire de 2001 à 2012 et vice président du jury de l’agrégation d’histoire de 2004 à 2012 

## Publications’
- Éducation civique 6e, Éducation civique 5e, Éducation civique 4e et Éducation civique 3e, Delagrave, plusieurs fois rééditées.
- « Le paysan cantalien, la routine et la nouveauté », in Le Paysan, Actes du colloque d’Aurillac sur le paysan en 1988, éditions Christian, Paris, 1989.
- Histoire d’un équilibre perdu. Évolution démographique, économique et sociale du monde paysan dans le Cantal au XIXe siècle, Institut d’études du Massif Central, 1996.
- L’Exception française, Armand Colin, 2000.
- Les Manipulations de l’histoire, rapport général, Publications du Conseil de l’Europe, 2000.
- L’histoire à l’École : apprendre la nation, apprendre l’Europe, de Jules Ferry à Luc Ferry, in Scuola e nazione in Italia e in Francia nell’Ottocento, Actes des Journées d’études de l’Istituto veneto di scienze, lettere ed arti, des 14 et 15 novembre 2003, Venise 2004.
- L’insegnamento della storia molto contemporanea agli allievi dai 15 ai 18 anni nelle sculoe secondarie francesi, in Insegnare la storia contemporanea in Europa (a cura Alessandro Cavalli), Bologna, Il Mulino, 2005.
- Faire des Européens ? : L'Europe dans l'enseignement de l'histoire, de la géographie et de l'éducation civique, Delagrave, 2006.
- L’enseignement de l’histoire et de la géographie, in Revue de l’inspection générale, n° 3, septembre 2006.
- Le pouvoir politique et l’enseignement de l’histoire, in Histoire@politique, n° 2, septembre-octobre 2007.
- Article « Europe » in Dictionnaire d’histoire culturelle de la France contemporaine, direction Christian Delporte, Jean-Yves Mollier, Jean-François Sirinelli, PUF, 2010.
- L’histoire du fait colonial dans l’enseignement secondaire, in Hommes et migrations, mars 2012.
- A Larmes égales. 1914-1945, De l'Alsace à l'Auvergne, une histoire, deux familles Editions Les Monédières, novembre 2017
- La République en héritage ou le fil de Marianne (avec Sophie Wirth), L’Harmattan, 2019.
- Le destin de Babel, une histoire européenne, Armand Colin, 2021.
- La madeleine et le papillon, le retour de 5 événements-monde, Armand Colin, 2022.
- La possibilité du pire, face à la guerre, 1914,1939, 2022, L’Harmattan, 2024.

## Distinctions
- Chevalier de la Légion d'honneur, promotion du 14 juillet 2010, décoré à ce titre par le ministre de l'Éducation nationale, Luc Chatel, le 28 septembre 2010.